# مورچه‌ایان
مورچه‌ایان (نام علمی: Myrmicinae) نام یک زیرخانواده از تیره مورچه است.